# شيغيو ساساكي
شيغيو ساساكي (باليابانية: 佐々木重夫؛ بالكانا: ささき しげお) هو رياضياتي ياباني، ولد في 18 نوفمبر 1912، وتوفي في 14 أغسطس 1987.